# 영원보다 길게/Drive me crazy
〈영원함보다 길게/Drive me crazy〉(일본어: 永遠より ながく／Drive me crazy 에이엔요리 나가쿠/드라이브 미 크레이지[*])는 쿠라키 마이의 33번째 싱글이다. 2010년 3월 3일에 노던 뮤직에서 발매되었다.

## 해설
일반적으로는 초회한정반과 통상반의 2형태로의 발매, 게다가 팬를럽 회원과 Musing 회원 한정으로 발매되는 Musing&FC반도 포함하며, 실질적으로 3형태로의 발매가 된다. 각 자켓도 각각 달라져있다. 초회한정반에만 부속하는 DVD에는 〈영원함보다 길게〉의 뮤직 클립이 수록되어있다.
처음에는 양A면 싱글이 아니라, 〈영원함보다 길게〉로 발매될 예정이였다. 하지만, 〈Drive me crazy〉의 타이업이 결정되어서, 갑작스럽게 양A면 싱글로의 발매로 변경되었다. 그렇기 때뭐에 처음에는 〈영원함보다 길게〉의 PV 밖에 존재하고 있지 않았지만, 발매보다 약 1주 후에 〈Drive me crazy〉의 PV도 공개되었다.
정규 음반 《FUTURE KISS》에는 〈Drive me crazy〉만이 수록되었다.

## 수록곡
1. 영원함보다 길게(永遠より ながく) [3:46]
  - 작사: 쿠라키 마이, 작곡: 자이츠 카즈오, 편곡: 사사키 마코토, 하라카와 타케시

KOSE 에스프리끄 프레셔스 CM 송
싱글 곡 중에서 유일, 정규 음반에도 베스트 음반에도 수록되어있지 않다.
2. Drive me crazy [4:03]
  - 작사: 쿠라키 마이, 작곡 · 편곡: Silver Stream

닛폰 TV 《히어로즈 시즌 3》 테마송
3. 영원함보다 길게 (Instrumental)
4. Drive me crazy (Instrumental)

### DVD(초회한정반만)
영원함보다 길게 -Music Clip-

## 프로모션 활동

### TV 출연
- 뮤직스테이션(2010년 3월 5일 방송, TV 아사히)
- 음악전사 MUSIC FIGHTER(2010년 3월 6일 방송, 닛폰 TV)
- MUSIC FAIR(2010년 3월 6일 방송, 후지 TV）
- COUNT DOWN TV(2010년 3월 7일 방송, TBS)
- MUSIC JAPAN(2010년 3월 7일 방송, NHK）

※지상파 음악방송에만

### 발매 이벤트
- 미니 라이브&touch회(2010년 3월 6일, 도쿄 · 오다이바 비너스 포토)

## 수록 음반
Drive me crazy
- FUTURE KISS